# Ludwig des Coudres
Ludwig des Coudres, né le 10 mai 1820 à Cassel et mort le 23 décembre 1878 à Carlsruhe, est un peintre d'histoire et portraitiste prussien.

## Biographie
Ludwig des Coudres étudie d'abord l'architecture à Cassel, avant de s'orienter vers la peinture sur les conseils du directeur de l'académie d'art. Il entre en 1840 à l'académie des beaux-arts de Munich, mais retourne à Cassel au bout d'un an. Il fait son tour d'Italie de 1843 à 1845. Il poursuit ses études et sa carrière à Düsseldorf, où l'on remarque le caractère exceptionnel de son talent.
Ludwig des Coudres s'installe de nouveau à Cassel en 1855 et il pose, avec Schirmer, les bases de l'académie des beaux-arts de Carlsruhe. Il dirige aussi l'union des artistes de Bade et il est à l'origine de la protection légale des propriétés artistiques dans le grand-duché de Bade.
Il a eu notamment pour élèves Hans Thoma et Rudolf Epp.

## Bibliographie

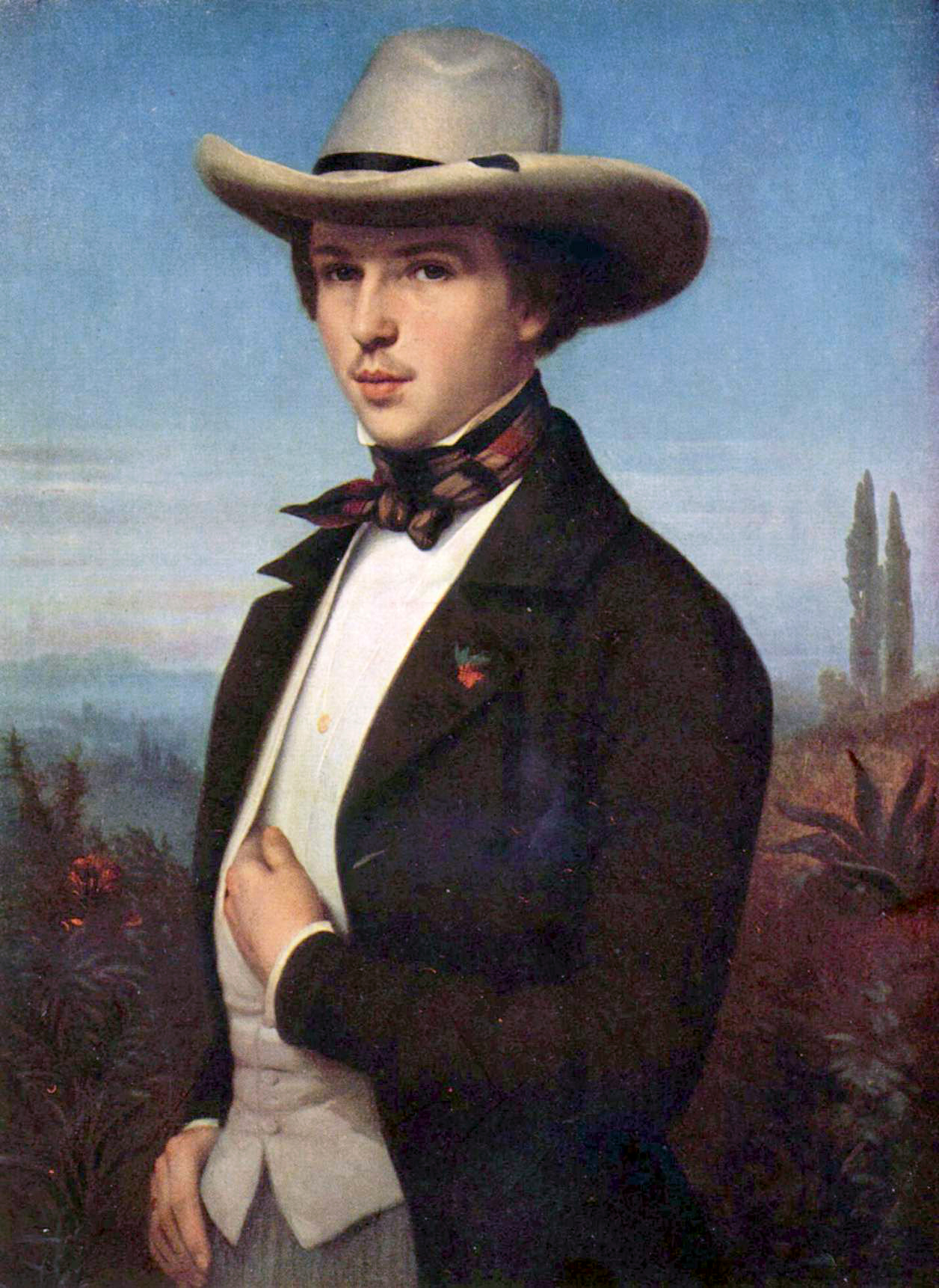
Ludwig des Coudres: Portrait d'Oswald Achenbach, coll. Benno von Achenbach